# Христина Вишневецька
Христина Вишневецька  (нар. 1602–1654) — представниця українського магнатського і князівського роду.

## Життєпис
Походила зі знатного роду Вишневецьких. Донька князя Адама Вишневецького та графині Олександри Ходкевич. Народилася у 1602 році в Брацлаві. Здобула гарну домашню освіту.
У 1613 році вийшла заміж за Миколая Єло-Малинського. Тоді ж перейшла у католицтво, ставши запеклою ревнителькою цієї конфесії на Волині. У 1624 році разом з чоловіком надала на користь луцьких черниць-бригідок двір у Луцькому окольному замку (вартість становила близько 2-3 тис. злотих).
Мала від першого чоловіка 6 дітей. У 1622 році як єдина спадкоємиця свого батька отримала за заповітом частину м. Вишнівець (53 дими), а також селища Снігірівка (12 димів), Передмірка (34 дими), Борсуки (21 дим), Нападівка (14 димів), Гнилорудка (21 дим), Бережанка (19 димів), Синівці (33 дими), Жуківці (20 димів), Доманінка (16 димів), Ванджулів (23 дими) й Оришківці (14 димів). Крім того отримала Любецьке староство, в якому нараховувалося 795 димів.
У квітні 1629 року її чоловік помер, Христина успадкувала маєтності чоловіка. Втім великі фінансові витрати на реалізацію фундацій покійного чоловіка, а також необхідність значних видатків, пов'язаних з вихованням дітей, змусили Христину Вишневецьку частково розпродати маєтки свого покійного чоловіка.
У липні 1629 року князь Ольбрихт-Станіслав Радзивілл придбав за 22,5 тис. злотих 6 маєтків зі спадку Єло-Малинського — Водиради, Дерно, Мощаниця, Ставки, Дубище та Литви (Заріччя).
Судилася з князем Костянтином Вишневецьким за те, що навесні 1630 року наслав своїх людей «на част замъку поводовое стороны Вышневца Старого дедичной, впрод чат замку поводки разобрати и разобратый на Старое место Вишневец перевезти розказавши, на власных кгрунтах поводовое стороны с того дерева замокъ собе побудовати розказалес».
У 1631 році вийшла заміж за Петра Даниловича. Мала від нього 3 дітей. Ще за свого життя вона передала маєтки першого чоловіка старшому синові Домініку. 1633 року подарувала жіночому монастирю в Корці містечко Клинець і 10 сіл. У 1636 році князь Костянтин Вишневецький позивав Христину Вишневецьку за те, що маючи з ним «по половицы Старого места Вишневца и грунтов до него належачих», вживає більше ніж слід і не хоче «померы слушное учинити».
У 1645 році її другий чоловік також помер у Тернополі. Після укладання Білоцерківської угоди 1651 року — у грудні того ж року або на початку 1652 року перебралася до Вінниці. Тут княгиня опікувалася своїми дітьми до своєї смерті у 1654 році. Похована у кафедральному соборі Любліна.

## Родина
1. Чоловік — Микола Єло-Малинський
Діти:
- Домінік-Августин (д/н-1656)
- Ізабела, дружина Адама-Владислава Красицького, графа Священної Римської імперії
- Михайло
- Анна
- Теофіла
- Лівона

2. Чоловік — Петро Данилович
Діти:
- Ян Карл (1633—1683), ротмістр, крайчий коронний
- Володислав Вінцент (1635—1662)
- Урсула (1642—д/н)